# Митология на Латвия
Митологията на Латвия е съвкупността от митове, които са се появили в цялата история на Латвия. Те произтичат от народните традиции на латвийския народ и предхристиянската балтийска митология. Освен това понякога са разработвани от последователни поколения, а в други моменти от историята са отхвърлени и заменени от други.

## История

### XIII – XVIII век
Знанието за балтийските племена, предците на съвременните латвийци и тяхната митология до християнизацията през 13. век не е особено голямо. След християнизацията има няколко доклада, свързани с местната митология, включително хроники, доклади за пътувания, записи за посещения, езуитски доклади и други разкази за езическите практики.  Те се считат за второстепенни източници от изследователите, тъй като авторите не са от Латвия, и не са говорили местните езици, а освен това често са били предубедени.  Освен всичко друго, тези материали понякога са неточни и съдържат грешки, измислици и изкривявания, произтичащи от християнския светоглед.

### XVIII – началото на XX в.
През XVIII и XIX век се е предполагало, че балтийските племена първоначално са били един общ народ и по тази причина са имали едни и същи божества. Ранните писатели се опитвали да реконструират латвийски пантеон, като използвали данни от съседни региони. По-късно тази тенденция бива усвоена и от латвийските национални романтисти. След Освобождението, в държавата се формира нова национална идентичност и авторите се стремят да докажат, че балтийските културни традиции са толкова дълбоки, колкото тези на другите нации. Надеждата е, че грандиозен епос може да бъде изграден с помощта на фрагменти, запазени във фолклора. Смятало се е също, че древната религия, забравена през 700 години на потисничество, може да бъде реконструирана. Фолклорните източници обаче се оказват недостатъчни за задачата. Някои се опитват да реконструират пантеоните, за да бъдат толкова впечатляващи, колкото в гръцката митология. Това обаче води до измисляне на някои божества. Освен предположението, че божествата на други балтийски народи трябва да са и латвийски, които просто са били изгубени с времето, много нови божества биват моделирани по пример на гръцките и римските митологии. Пример за тази тенденция е епичната поема „Лачплесис“ от Андрейс Пумпурс, в която има пантеон от латвийски и пруски богове, както и такива, които самият автор е измислил. По подобен начин творбите на Юрис Алунанс и поета Мишелис Крогземис съдържат пантеони на измислени божества.
В същото време някои езически обреди все още се практикуват. И тъй като християнството все още се разглеждало като чуждо, били направени множество опити за пресъздаване на древната религия. Най-успешнното такова движение било Dievturi, създадено в края на 1920-те. Неговите привърженици твърдят, че древните латвийци са били монотеистични и различните митологични същества са всички аспекти на един Бог. Подозира се също, че някои от фолклорните материали може да са фалшифицирани. Изследването на това време се характеризира не само със скептицизъм, но и с опити за търсене на чужди влияния.
След съветската повторна окупация на Латвия през 1944 г. изследванията на митологията и особено на религиозните понятия са забранени.  По подобен начин членовете на неоязични групи биват преследвани, тъй като езичеството се счита за шовинистично. Въпреки това изследванията са продължени от латвийци в изгнание, които се фокусират върху митологията на народните песни.  Именно песните вече са разглеждани като най-добрият източник за изследване на митологията. Този подход обаче е критикуван от съвременни изследователи, които тевърдят, че теми, споменати в други жанрове, като приказки, легенди и записи на народни вярвания и магически практики, могат да допълнят народните песни, тъй като всеки жанр съдържа различни теми и може да даде само частично представяне в митологията.

### 1970-те – съвремие
Въпреки че изследванията в Латвия се преустановяват едва през 80-те години на XX век,  през 70-те години се появява фолклорно движение с членове, които могат да бъдат определи като неопагани. Тези групи бяха пантеистични, по-малко еднообразни, не толкова догматични, интересуващи се от опазването на природата и културното наследство и по-отворени за влиянието на традициите от съседни нации. По-късно маргиналните движения изследват духовността както в местните традиции, така и в религиозните и духовните практики на света, като източните религии. Групировката Дивтури, която възобновява дейността си в Латвия точно преди възстановяването на независимостта през 1990 г., е единствената официално призната езическа религия и има около 600 последователи, считано от 2001

## Същества и понятия

### Небесни божества
Съществуват различни реконструкции на латвийското митично пространство, но повечето изследователи са съгласни по смисъла на някои характеристики, свързани с небето. Самото небе е идентифицирано като Debeskalns („Небесна планина“). Небето се нарича още O alsou kalns („Планина от камъчета“), Sudraba kalns („Сребърна планина“) или Ledus kalns („Ледена планина“), като прилагателните вероятно се отнасят до звезди или сняг.  Предполага се също, че Диев (Бог) също е символ на небето, тъй като етимологията на името му изглежда е свързана с небето. Диев се счита за върховно божество. Друго небесно божество е богинята на слънцето Саул, която осигурява плодородието на земята и е пазителка на нещастните, особено за сираци и млади овчари.
Морето понякога се тълкува като символично изображение на небето или космическия океан. То и другите водни тела, особено река Даугава, сякаш маркират границата между света на живите и мъртвите. На латвийски думата за „света“ произлиза от думата за Слънцето и тези светове се наричат „това слънце“ и „това слънце“. Счита се, че богинята Саул пренася душите на мъртвите през морето в света на мъртвите като по този начин нейното ежедневно движение – от слънцето, по небето и до морето – може да бъде свързано с цикъла на човешкия живот.
По път на Слънцето, в или край водата, често на остров или скала насред моретата, е австрас кокс (дърво на зората). За него се смята, че представлява световно дърво. Никой никога не е виждал дървото, въпреки че фолклорът предполага, че мнозина са го търсили през целия си живот. Все още се предполага, че естественият му колега може да бъде полярната звезда или Млечният път. Предполага се също, че може да е символ за годината.  Дървото е свързано с небесни сватбени митове, в които слънцето или дъщеря ѝ са ухажвани от Диева дели (синове на бог), Аусеклис (Венера) или Перконс (Гръмотевица).
Според митовете мъжките божества шпионират слънчевото божество от световното дърво, подготвят баня за нея, дразнят я и т.н. В крайна сметка тя е отвлечена и се омъжва (предполага се, че съпругът на Саул е богът на Луната – Менес). Това ядосва Перконс, който поразява световното дърво, така че плачещата Саул трябва да събира своите парченца в продължение на три години и след това да ги постои отново, завършвайки с върха на четвъртата година.

### Задгробен живот
Светът на мъртвите се нарича Айзсаул или Винсаул и се свързва с различни божества-майки (или може би едно, назовавано с няколко имена) – Земес мате (Майка на Земята), Велю мате (майка на духовете), Капу мате (Майка на гробовете) и Смилшу мате – (Майка на пясъка). Свързва се и с Велнс, божество, което по-късно се идентифицира с християнския дявол. В латвийските приказки и легенди Дяволът рядко е зъл. По-скоро е физически силен, но донякъде мързелив и лесно бива заблуждаван от Диев (Бог) и хората. Освен това се казва, че е участвал в създаването на света и живите същества. Неговото царство, за разлика от християнския ад, е изобразено като подобно на света на живите. Входовете му са разположени в гори, блата, реки, гробища, пещери, под скали и в морето. Въпреки това, Дяволът краде хора, за да ги отведе в света си.
Смята се, че мъртвите, наречени Вели (Veļi), посещават старите си домове през есента от 29 септември до 10 ноември.
Езуитски доклад от края на XVI век сочи, че погребалните шествия са били водени от човек, размахващ брадвата, за да защити покойника от други души, идващи твърде бързо при него. На покойникът са давани предмети, чрез които да може да си осигури поминък в отвъдния живот, както и хляб и бира.
През есента душите биват поканени обратно у дома за угощение. Тогава къщата е чиста, а на масата са сложени множество ястия. В началото на празника, старейшината кани душите, като казва имената на всички мъртви, някога живели в къщата, които живите могат да си спомнят. След това произнася реч, като им се скара, че не са защитили достатъчно добре къщата, и ги моли да се справят по-добре през следващата година. Накрая, душите са поканени да ядат. След приключване на храненето, душите биват прогонени, а къщата – внимателно почистена. На мъртвите може да бъде поднесена храна още в банята, на гробището, плевнята или житницата като в тези случаи следващата сутрин се проверява дали мъртвите са докоснали от храната, за да се разбере дали са благосклонни към живите.

### Демони
Латвийските вярвания за зли духове и магьосници вероятно са продължение на лова на вещици през 16. и 17. век. Поради това се смята, че магьосниците са слуги на дявола. Наречени burvji (магьосници) или raganas (вещици), те в действителност биха могли да бъдат практикуващи народна медицина.
С помощта на дявола те биха могли да се превърнат в различни същества или да имат зли духове за служители. Предполага се, че духовете на мъртвите могат да служат на дявола или да бъдат използвани от него, за да се явят на хората и да ги превръщат в магически същества. Смятало се е, че душите на тези същества напускат телата си, когато биваъ убивани, но след това могат да бъдат убивани завинаги чрез завъртането на тялото, тъй като тогава душата не знае как да се върне в него.
Има и сведения за съществуването на върколаци (vilkači, vilkati) в митологията на Латвия. Преобразяването на човек във вълк обикновено не включва помощта на дявола, а по-скоро ритуал, който често налага събличане. Върколакът ще остави дрехите си, за да се превърне във вълк и няма да може да се преобрази отново в човек, ако някой ги докосне. Съществуват противоречиви версии за това на какви сили служат върколаците. Според няколко мнения служат на дявола и пазят входовете в ада по време на срещи на дяволи и магьосници. Има и версия обаче, че са „кучета на бога“, които се бият със злите магьосници, които се опитват да откраднат цветя на зърна, гарантиращи добра реколта.
Именно злите магьосници крадат мляко или сами, или като наемат жаби и змии, за които се смята, че са способни да го изсмучат от вимето на кравата.
Друг дух, понякога духът на магьосник, но по-често дух в служба на магьосника е pūķis (дракон) – огнено същество, което крадезърно и други богатства и ги носи на своя стопанин. Цветът му варира, според това дали в него има богатство или не – ще бъде червено, когато „празно“, и синьо, когато „пълно“ с богатство. Освен това, съществото се държи в отделна стая, която се поддържа много чиста и никой не може да влезе без разрешението на собственика. Pūķis ще бъде хранена първата част от всяко хранене. Ако pūķis почувства, че не е достатъчно почитан, той ще предаде собственика и ще изгори къщата му.
Друг демон, понякога свързан с магьосниците, но по-често душа на дете, осъдено да обитава земята до момента, в който трябва да умре, е, който измъчва хора, добитък и коне през нощта и е свързан с сънна парализа. 
По подобен начин понякога се съобщава, че Vadātājs е призрак, понякога на преждевременно починал човек, друг път понякога стремящ се да убие човек по начин, подобен на неговата собствена смърт. Често обаче той е дявол, който атакува пътешествениците, обърква ги, като често целта му е да ги доведе до най-близкоата река или езеро, където те ще се удавят. 

### Богини на съдбите
Най-важната богиня на съдбата е Лайма (Богиня на късмета). Тя живее на Земята и е тясно свързана с човешкия живот. Основната ѝ функция е свързана с раждането и решаването на съдбата на детето. Традиционно жените раждали в бани и по тази причина пътеката, която води до баня, трябва да бъде изчистена, за да може Лайма лесно да си проправи път и да помогне в процеса на раждане. След успешно раждане, омъжените жени пируват, а за Лайма е запазено почетно място в банята в знак на признателност. Освен това тя определя съдбата на човек като това трудно решение дори самата Лайма не би могла да промени след това. Освен в раждането Лайма помага и в други важни аспекти от живота. Неомъжените момичета например се молили да им даде добри съпрузи и щастлив брак. Тя също така осигурява плодородието на полетата и животните (в частност на конете).

### Богове на плодородието
Осигуряването на плодородието е важна функция, възложена на редица духове и божества. Добрата реколта например бива основната функция на бог Джумис. Смятало се е, че той живее на нивите и по тази причина част от реколтата била оставена на полето. Това поверие е в основата на ритуал, включващ улова на Джумис, извършван на Минье – последният ден на реколтата. Изглежда, че този ритуал е включвал пеене на песни, когато последната реколта е пожъната. Тогава Джумис бива помолен да изтича до мястото, където се съхранява реколтата. Друга свързана практика е да се правят венци от зърнени култури, които да се съхраняват до следващата година, когато първо ще бъдат засети именно техните семена.
Джумис се символизира от стъбло с две уши. Всеки плод или цвете, показващ такова дублиране, се наричал Джумис и се смятало, че яденето на Джумис ще накара жени или женски животни да раждат близнаци.
Осигуряването на благополучието на добитъка обаче е функция на други богове. Ūsiņš се почитал главно като пазител на конете, пчелите и светлината. Основният защитник на кравите била богинята Мара. Известна е още като Лопу Мария (Мария на добитъка), Лопу мат (Майка на добитъка) и Пиена мате (Майка на млякото). Нейната функция е да гарантира, че кравите дават мляко. Поради това тя често се споменава във връзка с вода, реки и море, тъй като водата символизира мляко, докато глината символизира маслото. Историческите източници също споменават, че латвийските езичници почитали змиите (вероятно тревни змии) и жабите като „млечни майки“ и ги хранели с мляко. 

### Други практики
Може би е имало редица други духове и божества, почитани от латвийците. Например, има широк спектър от божества, наричани „майка“ – изчислява се, че те са от 50 до 115. Причините за такава неясност са, че понякога се поставя под съмнение автентичността на определени „майки“. Например има разлики между регионите в почитаните божества, а освен това много от тях са синонимни заглавия на едно божество.  И докато повечето женски духове се наричат „майки“, мъжките духове биват наричани „баща“ (tēvs), „господар“ (kungs), „бог“ (dievs, dieviņš) или „дух“ (gars, gariņš).
Има също Mājas gari (домашни духове) или Mājas kungs (господар на къщата), които са живели и са били почитани в домовете. Това понякога са били свещени животни, които често са били хранени с първата част от всяка храна. 
На определени места са се почитали духове и божества, които можели да бъдат посещавани само в определени периоди на годината. Смятало се, че посещението им по друго време би донесло голямо нещастие на виновните – слепотата или смъртта са често срещани примери.
Има и животни, например dieva sunīši (кучета на бога), чийто убийство би донесло нещастие. Сред тях са стопове, вълци, жаби, калинки и т.н. Понякога обаче се смята, че убийството няма да донесе нещастие, но ако животното се измъкне, то ще извърши ужасяващо отмъщение. Това се отнася най-вече за змиите. Освен това вълците и змиите също не бива да се споменават по име. Причината за това табу е вярата, че съществото, вредно за хората, ще дойде когато е наречено. По същия начин свирването на определени места би поканило дявола, докато пеенето ще покани бог.